# Mónica Mayer
Mónica Mayer (Ciutat de Mèxic, 16 de març de 1954) és una artista mexicana feminista que es dedica als camps de la performance, la gràfica digital, el dibuix i la pràctica social. Com a artista feminista, pedagoga, curadora i escriptora participa en diversos fòrums i grups, i organitza tallers i accions col·lectives. Va ser columnista entre el 1988 i el 2008 del diari mexicà El Universal, i segueix amb una activa producció de textos en diversos blogs. Ha publicat múltiples llibres i ha portat a terme exposicions individuals i col·lectives a nivell nacional i internacional.
Des de l'inici de la seva carrera Mayer ha estat una artista allunyada de les definicions de l'art. Va desenvolupar un enfocament integral en el qual, a més de performances, dibuixos o intervencions, considera com a part de la seva producció artística l'escriure, ensenyar, arxivar i participar activament en la comunitat.

## Trajectòria
Va estudiar la llicenciatura d'Arts Visuals a l'Escola Nacional d'Arts Plàstiques de Mèxic (ENAP) i va obtenir el mestratge en Sociologia de l'art en el Goddard College dels Estats Units. Va participar en un taller en el Woman's Building en 1976 i va estudiar al Feminist Studio Workshop del Woman's Building a Los Angeles, Califòrnia, entre 1978-1980, on va ser alumna de Suzanne Lacy.A finals de la dècada dels 70, es va unir al Col·lectiu Cinema Dona, considerada per ella mateixa com una gran etapa d'aprenentatge.
El1983 va crear el grup d'art Polvo de Gallina Negra, conjuntament amb Maris Bustamante, centrat en un art conceptual feminista i polític. El mateix any va oferir un taller sobre "La dona i l'art" a l'Escuela Nacional de Artes Plásticas que va donar lloc a la creació d'un altre grup d'art feminista, Tlacuilas i Retrateras.
Posteriorment, l'any 1989, va crear amb Víctor Lerma el projecte d'art conceptual aplicat Pinto mi raya l'eix de la qual és un arxiu hemerogràfic especialitzat en arts visuals i polítiques culturals que entre 1991 i 2016 va reunir prop de 40.000 crítiques, cròniques i ressenyes. L'objectiu del projecte és lubrificar el sistema artístic per millorar-ne el seu funcionament, per què també han realitzat diverses accions i performances involucrant a protagonistes del sistema artístic, entre ells El Balcón del CENIDIAP, De crítico, artista y loco..., El Mejor Amigo de los Museos, Abrazos, Yo no celebro ni conmemoro guerras y Dualidad virtual. Així mateix, han conduït programes de ràdio, com Pinto mi Raya: Donde las Artes Visuales Suenan (ABCradio, 1999-2000), i han participat activament en lluites diverses de la comunitat artística. També imparteixen diferents tallers.
Va ser membre de la generació del 2011 del Sistema Nacional de Creadores de Arte del Fondo Nacional para la Cultura y las Artes de Mèxic amb el projecte De Archivos y Redes entre 2012 i 2014, renovat pel període 2015-2018. Pel període 2022-2025 novament va ser creditora d'aquest finançament amb el projecte Hablando se entiende la genteː interviniendo el archivo Pinto mi Raya a partir del texto, la imagen y la palabra.
La mostra antològica de la seva obra titulada "Si tiene dudas... pregunte: una exposición retrocolectiva de Mónica Mayer" es va inaugurar al Museo Universitario de Arte Contemporáneo de la Universidad Nacional Autónoma de Mèxico (UNAM) el 6 de febrer de 2016. Així mateix, la seva obra s'ha inclòs en les principals exposicions que revisen l'art feminista internacional i llatinoamericà, entre elles Wack: Art and the Feminist Revolution (2007), Radical Women: Latin American Art 1960-1985 (2017) i Luchadoras: Mujeres en la colección del MUAC (2023).
De la mateixa manera, ha promogut de forma constant la visibilització de dones artistes, a través de l'organització d'exposicions, la producció i difusió performativa de la seva obra Archiva: obras maestras del arte feminista en México i mitjançant de la seva participació en el consell de MUMA, el Museo Virtual de Mujeres Artistas Mexicanas.

## Reconeixements
El 2022, la Secretaría de Cultura del Gobierno de México i el Instituto Nacional de Bellas Artes y Literatura (INBAL) va anunciar que Mayer seria guardonada amb la Medalla de Belles arts 2021 en la categoria d'Arts visuals. Se li va concedir aquesta distinció juntament amb l'artista, gestora i curadora Miriam Kaiser i l'artista i escultor Arnaldo Coen que van obtenir el guardó pels anys 2020 i 2022, respectivament. A l'octubre de 2016 l'Instituto de las Mujeres de la Ciutat de Mèxic li va lliurar la medalla Omecíhuatl "per la seva destacada participació en l'educació, les arts, la cultura i l'esport, per tal que inspiri i impacti en el desenvolupament i apoderament de les dones".

## Obra
Mónica Mayer utilitza de forma freqüent la performance com a posada en escena artística, i d'obra participativa com a estratègia estètica i política. A més té una àmplia producció bidimensional al llarg de la seva carrera que privilegia les tècniques de dibuix i collage. La idea de fer visibles els problemes que es generen en la vida quotidiana de les dones té gran impacte en el treball de Mónica, que no sols és precursora de l'art feminista a Mèxic, sinó també a l'Amèrica Llatina.

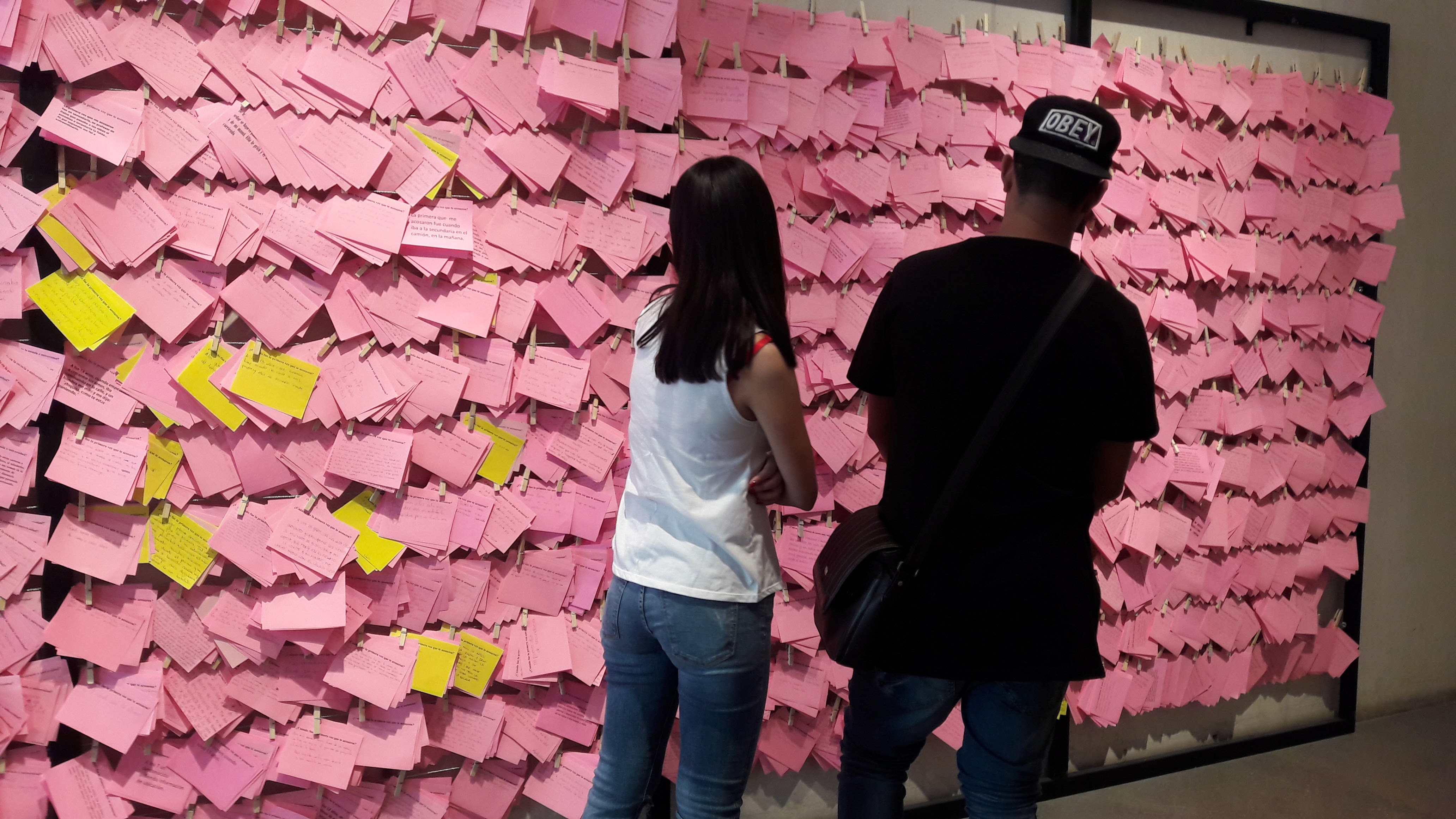
Reactivació de l'obra El tendedero de Mónica Mayer en el Museo Universitario Arte Contemporáneo (MUAC) de la Universidad Nacional Autónoma de México en el context de l'exposició "Si tiene dudas... pregunte: una exposición retrocolectiva de Mónica Mayer", maig de 2016

Entre les obres més emblemàtiques de Mayer, amb gran repercussió nacional i internacional, trobem El tendedero. Aquesta peça va ser presentada per primera vegada el 1978 dins d'una exposició col·lectiva al Museo de Arte Moderno (Mèxic). Utilitzant un suport relacionat amb una activitat quotidiana associada tradicionalment a les tasques femenines, la peça convidava a dones de diferents àmbits a completar i penjar paperets de color rosa amb la frase: “Com a Dona el que més detesto de la Ciutat és: …”, per tal d'obrir un diàleg sobre la violència de gènere a l'espai públic, contrastant experiències i opinions. Una segona versió es va realitzar a Los Angeles el 1979 en el context del projecte visual Making it Safe de Suzanne Lacy, i en anys recents El tendedero ha estat reactivada amb major freqüència en diversos contextos, amb preguntes pertinents a les problemàtiques de cada entorn. Entre les reactivacions trobem la de l'exposició Sin centenario ni bicentenario: revoluciones alternas a la Universidad Iberoamericana el 2009; la de MDE15 Encuentro Internacional de Arte en Medellín, Colòmbia el 2015; la del National Museum of Women in the Arts a Washington D.C. el 2017; la de la Biennal de Kochi a l'Índia el 2018; la de la Triennal de Aichi al Japó el 2019 (on es va veure al mig d'una protesta per la censura d'una obra) ; i la de l'exposició Luchadoras, mujeres en la colección del MUAC a la Casa de México a Madrid, Espanya i al Espacio Cultural El Liceo de Navia, Espanya el 2023.
El 2021 es va publicar una selecció dels textos que Mayer ha escrit al llarg de la seva trajectòria sota el títol Intimidades... o no: Arte, vida y feminismo. Textos de Mónica Mayer.

## Conferències (selecció)
- Los ríos amputados.[37] Universidad Juárez Autónoma de Villahermosa (Tabasco, (Mèxic). 5 de juny de 2009

## Exposicions individuals i col·lectives (selecció)
Mónica Mayer ha exposat en multitud de ciutats i països, tant exposicions col·lectives com individuals:
- Novela rosa o me agarraró el arquetipo. Museo Carrillo Gil. Mèxic, DF, 1987.[38]
- Electrografía monumental sobre papel de algodón. Museo Universitario del Chopo (Mèxic) i National Gallery de Kingston (Jamaica), 1996.[39]
- Binomio: electrografía monumental, Centro Cultural Cándido Mendes de Rio de Janeiro (el Brasil), 1997.[40]
- La batalla de los géneros. Centre Gallego de Arte Contemporáneo[41] (Santiago de Compostel·la, Espanya). Setembre a desembre de 2007.
- Wack: Art and the Feminist Revolution. Museum of Contemporary Art (Los Angeles, Estats Units). 2007.[42]
- Final & Sigue.UniversidadJuárez de Villahermosa (Tabasco, Mèxic). Juny 2009[43]
- Si tiene dudas... pregunte: una exposición retrocolectiva de Mónica Mayer. MUAC.[15] 2016.
- Radical Women: Latin American Art 1960-1985, Hammer Museum, UCLA; Brooklyn Museum, Pinacoteca de Sao Paulo, 2017-2018.[44]
- Polvo de Gallina Negra: mal de ojo y otras recetas feministas, Centro Nacional de Arte Contemporáneo, Santiago de Chilie, Xile el 2022 i al Museo Amparo, Pobla dels Àngels, Mèxic, 2022.[45][46]
- [Re] Generando Narrativas e imaginarios, Museo Kaluz, Ciutat de Mèxic, Mèxic, 2022.[47]
- 40 años de Polvo de Gallina Negra. Arte feminista en México, Museo Cabañas, Guadalajara, Jalisco, Mèxic, 2023.[48]
- Luchadoras, mujeres en la colección del MUAC, Fundación Casa de México a Espanya, Espanya, 2023.[49]

## Curadories
- Mujeres artistas-Artistas mujeres. Museo de Bellas artes de Toluca, 1984.[19]
- Video a la mexicana. De sexo-s, amor y humor.[50] Palacio de Montehermoso (Vitòria) (Espanya). Maig a setembre de 2010[51]
- Visita al archivo Olivier Debroise: entre la ficción y el documento.[52] Museu Universitario Arte Contemporáneo MUAC, UNAM. 2011[53]

## Publicacions
Articles de crítica de l'art:
- Crítiques per mitjà de l'espai conceptual Pinto mi raya.
- Columna en el diari El Universal
- L'article "Pinto mi ralla" va ser publicat a Performance Research (Gran Bretanya)[54]

Llibres:
- Mayer, Mónica. Rosa chillante: mujeres y performance en México. Mèxic: Conaculta/Fonca, 2004.
- Mayer, Mónica. Translations: An International Dialogue of Women Artists. [Lloc d'edició no identificat]: [Editor no identificat], 1980.
- Mayer, Mónica. Mónica Mayer: novela rosa o me agarró el arquetipo. Mèxic, D.F.: Museo de Arte Carrillo Gil, 1987.
- Mayer, Mónica. Una década y pico: textos de performance. [Mèxic, D.F.]: Ediciones al vapor, 2001.
- Mayer, Mónica, Víctor Lerma, i Alfredo Ramírez. Arte público en el archivo de Pinto Mi Raya. Mèxic: Pinto mi Raya, 2002
- Mayer, Mónica, Víctor Lerma, Alethia Edurné González Cañetas, i Alejandra Sánchez Avilés. Mujeres artistas en el Archivo de Pinto Mi Raya, colectivas y textos varios. Mèxic: Pinto mi Raya, 2003.
- Mayer, Mónica, Víctor Lerma, Alethia Edurné González Cañetas, i Alejandra Sánchez Avilés. Ojos y vidrio: las fotógrafas en el archivo de Pinto Mi Raya. Mèxic: Pinto mi Raya, 2003.
- Mayer, Mónica, Víctor Lerma, i Miriam Urbano Alonso. Performance en el archivo de Pinto Mi Raya:: versió actualitzada de Maig de 1991 a Maig de 2005). [Mèxic]: Pinto mi Raya, 2005.
- Mayer, Mónica. Escandalario: los artistas y la distribución del arte. Mèxic: AVJ Ediciones, 2006.
- Mayer, Mónica. Intimidades... o no: Arte, vida y feminismo. Textos de Mónica Mayer.  Mèxic: 17, Instituto de Estudios Críticos y Pinto mi Raya, 2021. Julia Antivilo i Katnira Bell, compiladores.